# Ібн Хаукаль

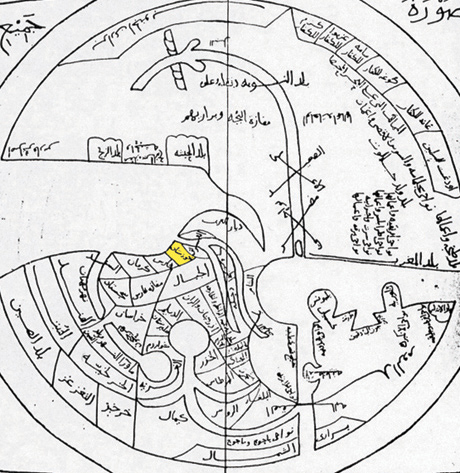
Мапа світу Ібн Хаукаля в Х ст.

Абу́ль-Касі́м ібн Ха́укаль ан-Наси́бі, або Ібн-Хаукаль (Ібн Ха́вкаль, араб. ابن حوقل, дата народження і смерті невідома) — купець з м. Мосула (Ірак).
До історії увійшов як арабський географ і хроніст, мандрівник та письменник 10 ст.
Останні 30 років Ібн Хаукаль мандрував переважно в Азії та Африці. У 973 році побував на Сицилії.
Десь близько 977 року написав «صورة الارض» — «Книгу шляхів і держав», або «Книгу картини землі». В якій Ібн Хаукаль:
- передає оповідання про три «види» русів і руські міста: Куябу (Київ), Славію та загадкову Арсу (див. Артанія).
- згадує про розгром волзьких булгар і хозарів русами близько 969 року, що, на думку дослідників, відповідає походові київського князя Святослава Ігоровича.